# TV karta

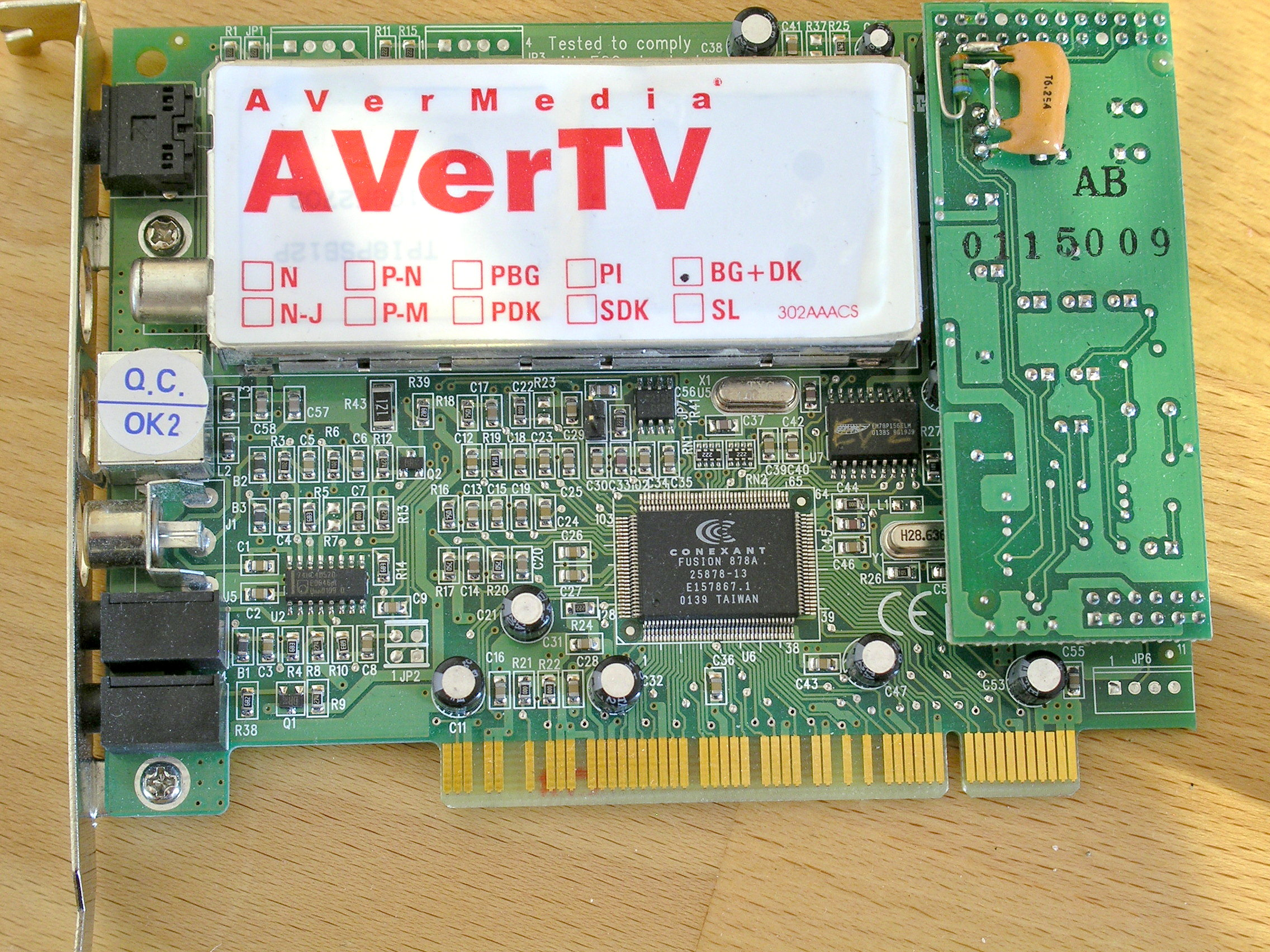
Interní TV karta do slotu PCI od společnosti AverMedia

Televizní karta (zkráceně TV-karta) je zařízení umožňující sledování televizního vysílání na počítači, obvykle umožňuje i záznam na disk.
Po roce 2010 jsou televizní karty obvykle realizovány jako externí zařízení do USB portu; starší karty byly určeny pro zasunutí do slotu PCI v osobním počítači nebo PCMCIA v případě notebooků. Nejstarší karty byly určeny pro příjem analogového vysílání, s přechodem na digitální vysílání se začaly objevovat karty hybridní, nejnovější karty umožňují pouze příjem digitálního vysílání – satelitního DVB-S i DVB-S2, pozemního DVB-T a DVB-T2, a kabelového DVB-C i DVB-C2. Označení combo se nově používá pro karty, které umožňují příjem různých druhů digitálního vysílání.

## Vlastnosti
TV karta je počítačová komponenta, která je schopná přijímat televizní signál pro jeho zpracování v počítači. Základní funkčností TV karty je reprodukce právě přijímaného televizního vysílání, naprostá většina karet však umožňuje zaznamenávání videa do souboru, který je možné dále v počítači zpracovávat.
Mnoho TV karet může pracovat i jako FM radio. Existují i karty s možností příjmu digitálního rozhlasového vysílání DAB a DAB+.

## Historie
První televizní karty se objevily před rokem 1990. Umožňovaly pouze příjem analogového vysílání a byly realizovány jako přídavné karty NuBus pro počítače Apple, později se objevily karty PCI, PCI-Express a externí USB. Některé pracovaly jako grafické i TV karty, např. série ATI All-In-Wonder. Obsahovaly přijímač, tuner, demodulátor a analogově-digitální převodník pro analogovou televizi. Některé karty měly omezený rozsah radiových frekvencí a videoformátů podle země, kde se prodávaly. Vlastnosti novějších karet byly dány programovým vybavením, takže byly schopny dekódovat různé videoformáty, bez nutnosti upgrade firmwaru. Po roce 2000 se začaly více prodávat USB tunery, které byly díky velikosti a schopnosti příjmu analogového i digitálního signálu hojně využívané u notebooků.
Okolo roku 2010 byly na trhu čtyři druhy TV karet:
- Karty pro příjem analogové TV. Levnější modely, které posílají na výstup nezpracovaná data a silně zatěžují kódováním další zařízení, nejvíce CPU. Dražší modely zakódují signál do formátu MPEG a zmenší se tak zatížení CPU. Mnoho karet má také analogový vstup (kompozitní video nebo [S-video]) a mnoho z nich je také opatřeno radiovým přijímačem.

- Karty pro příjem digitální TV, včetně satelitního příjmu TV. Digitální TV je vysílána jako MPEG tok, takže není třeba signál kódovat; místo toho musí vybrat správné PIDy z nabízených toků dat, k čemuž není třeba takového výpočetního výkonu.

- Hybridní karty pro příjem jak analogového tak digitálního signálu. Obsahují jeden tuner, který může přijímat buď analogové nebo digitální vysílání.

- Combo karty obsahují digitální i analogový tuner, přičemž oba mohou fungovat současně – např. pro sledování analogového vysílání a současného ukládání digitálního vysílání jiného programu na disk.

Analogové, hybridní nebo combo karty mohou kódování videosignálu provádět samy nebo to nechat na CPU.
Některé karty měly vstupy pro S-Video nebo pro kompozitní video.
Samostatnou kategorií karet jsou tzv. videograbbery, což jsou karty, které nemají tuner, ale mají vstup CVBS (kompozitní video) nebo S-Video slouží především k digitalizaci analogových materiálů (kazety a pod), speciální karty mohou mít jen HDMI nebo podobný vstup i výstup; taková karta je určena pro záznam videa přímo z výstupu grafické karty; tato karta se zapojuje mezi grafickou kartu a monitor.

### Výrobci
- Kworld
- AverMedia
- Leadtek
- Pinnacle